# Élections législatives de 1978 dans l'Hérault
Les élections législatives françaises de 1978 se déroulent les 12 et 19 mars 1978. Dans le département de l'Hérault, cinq députés sont à élire dans le cadre de cinq circonscriptions.

## Élus
| Circonscription | Député sortant | Parti | Parti | Député élu ou réélu | Parti | Parti    |
| --------------- | -------------- | ----- | ----- | ------------------- | ----- | -------- |
| 1re             | Georges Frêche |       | PS    | François Delmas     |       | UDF (PR) |
| 2e              | Gilbert Sénès  |       | PS    | Gilbert Sénès       |       | PS       |
| 3e              | Pierre Arraut  |       | PCF   | Myriam Barbera      |       | PCF      |
| 4e              | Paul Balmigère |       | PCF   | Paul Balmigère      |       | PCF      |
| 5e              | Raoul Bayou    |       | PS    | Raoul Bayou         |       | PS       |

## Résultats

### Résultats à l'échelle du département
| Parti                 | Parti                              | Premier tour | Premier tour | Second tour | Second tour | Sièges |
| Parti                 | Parti                              | Voix         | %            | Voix        | %           | Sièges |
| --------------------- | ---------------------------------- | ------------ | ------------ | ----------- | ----------- | ------ |
|                       | Parti communiste français          | 88 589       | 25,29        | 69 812      | 19,21       | 2      |
|                       | Parti socialiste                   | 80 835       | 23,08        | 126 955     | 34,93       | 2      |
|                       | Mouvement des radicaux de gauche   | 14 348       | 4,10         | Retrait     | Retrait     | 0      |
|                       | Union de la gauche                 | 183 772      | 52,46        | 196 767     | 54,14       | 4      |
|                       |                                    |              |              |             |             |        |
|                       | Union pour la démocratie française | 94 723       | 27,04        | 166 696     | 45,86       | 1      |
|                       | Rassemblement pour la République   | 47 165       | 13,46        | Retrait     | Retrait     | 0      |
|                       | Divers droite                      | 2 794        | 0,80         |             |             | 0      |
|                       | Majorité présidentielle            | 144 682      | 41,30        | 166 696     | 45,86       | 1      |
|                       |                                    |              |              |             |             |        |
|                       | Extrême gauche                     | 7 638        | 2,18         |             |             | 0      |
|                       | Divers écologiste                  | 4 359        | 1,24         | 0           |             |        |
|                       | Parti socialiste unifié            | 4 047        | 1,16         | 0           |             |        |
|                       | Extrême droite                     | 3 369        | 0,96         | 0           |             |        |
|                       | Gaullistes d'opposition            | 1 246        | 0,36         | 0           |             |        |
|                       | Divers                             | 1 177        | 0,34         | 0           |             |        |
|                       |                                    |              |              |             |             |        |
| Inscrits              | Inscrits                           | 434 002      | 100,00       | 443 927     | 100,00      | 5      |
| Abstentions           | Abstentions                        | 76 856       | 17,71        | 71 428      | 16,09       |        |
| Votants               | Votants                            | 357 146      | 82,29        | 372 499     | 83,91       |        |
| Blancs et nuls        | Blancs et nuls                     | 6 856        | 1,92         | 9 036       | 2,43        |        |
| Exprimés              | Exprimés                           | 350 290      | 98,08        | 363 463     | 97,57       |        |
| Source : Data.gouv.fr |                                    |              |              |             |             |        |

### Résultats par circonscription

#### Première circonscription (Montpellier-Est - Lunel)
| Candidat       | Candidat               | Parti             | Premier tour | Premier tour | Second tour | Second tour |  |
| Candidat       | Candidat               | Parti             | Voix         | %            | Voix        | %           |  |
| -------------- | ---------------------- | ----------------- | ------------ | ------------ | ----------- | ----------- |  |
|                | François Delmas élu    | UDF (PR)          | 26 508       | 29,12        | 48 373      | 50,32       |  |
|                | Georges Frêche sortant | PS                | 24 783       | 27,22        | 47 755      | 49,68       |  |
|                | Jacques Roux           | PCF               | 15 140       | 16,63        | Retrait     | Retrait     |  |
|                | René Couveinhes        | RPR               | 14 480       | 15,9         | Retrait     | Retrait     |  |
|                | François Roux          | Divers écologiste | 4 359        | 4,79         |             |             |  |
|                | Bruno de Fabrègues     | Extrême droite    | 1 315        | 1,44         |             |             |  |
|                | Marie-Noëlle Gabolde   | Divers            | 1 177        | 1,29         |             |             |  |
|                | Alain Jamet            | FN                | 942          | 1,03         |             |             |  |
|                | André Baurin           | Divers droite     | 690          | 0,76         |             |             |  |
|                | Jacques Denost         | LO                | 609          | 0,67         |             |             |  |
|                | Geneviève Pelvet       | LCR               | 478          | 0,53         |             |             |  |
|                | René Michel            | CNIP              | 280          | 0,31         |             |             |  |
|                | Jean-Jacques Prunet    | Extrême gauche    | 280          | 0,31         |             |             |  |
|                |                        |                   |              |              |             |             |  |
| Inscrits       | Inscrits               | Inscrits          | 112 802      | 100,00       | 122 749     | 100,00      |  |
| Abstentions    | Abstentions            | Abstentions       | 20 568       | 18,23        | 24 787      | 20,19       |  |
| Votants        | Votants                | Votants           | 92 234       | 81,77        | 97 962      | 79,81       |  |
| Blancs et nuls | Blancs et nuls         | Blancs et nuls    | 1 193        | 1,29         | 1 834       | 1,87        |  |
| Exprimés       | Exprimés               | Exprimés          | 91 041       | 98,71        | 96 128      | 98,13       |  |

#### Deuxième circonscription (Montpellier-Ouest - Lodève)
| Candidat       | Candidat                        | Parti          | Premier tour | Premier tour | Second tour | Second tour |  |
| Candidat       | Candidat                        | Parti          | Voix         | %            | Voix        | %           |  |
| -------------- | ------------------------------- | -------------- | ------------ | ------------ | ----------- | ----------- |  |
|                | Gilbert Sénès sortant réélu     | PS             | 26 328       | 30,37        | 49 127      | 54,23       |  |
|                | Jean-Jacques Pons               | UDF (CDS)      | 22 017       | 25,4         | 41 461      | 45,77       |  |
|                | Jacques Bonnet                  | PCF            | 17 478       | 20,16        | Retrait     | Retrait     |  |
|                | Daniel Gachot                   | RPR            | 13 192       | 15,22        |             |             |  |
|                | Edmond Tessier                  | PSU (FA)       | 4 047        | 4,67         |             |             |  |
|                | Marie-Claude Pelletier          | FN             | 1 112        | 1,28         |             |             |  |
|                | Stanislas Szczotkowski          | LO             | 799          | 0,92         |             |             |  |
|                | François Rouet                  | LCR            | 669          | 0,77         |             |             |  |
|                | Geneviève Le Guillanton La Casa | MDD            | 606          | 0,7          |             |             |  |
|                | Francis Collot-Sparte           | Extrême gauche | 441          | 0,51         |             |             |  |
|                |                                 |                |              |              |             |             |  |
| Inscrits       | Inscrits                        | Inscrits       | 107 151      | 100,00       | 107 131     | 100,00      |  |
| Abstentions    | Abstentions                     | Abstentions    | 18 851       | 17,59        | 14 751      | 13,77       |  |
| Votants        | Votants                         | Votants        | 88 300       | 82,41        | 92 380      | 86,23       |  |
| Blancs et nuls | Blancs et nuls                  | Blancs et nuls | 1 611        | 1,82         | 1 792       | 1,94        |  |
| Exprimés       | Exprimés                        | Exprimés       | 86 689       | 98,18        | 90 588      | 98,06       |  |

#### Troisième circonscription (Sète)
| Candidat       | Candidat            | Parti          | Premier tour | Premier tour | Second tour | Second tour |  |
| Candidat       | Candidat            | Parti          | Voix         | %            | Voix        | %           |  |
| -------------- | ------------------- | -------------- | ------------ | ------------ | ----------- | ----------- |  |
|                | Myriam Barbera élue | PCF            | 21 189       | 33,71        | 35 021      | 54,78       |  |
|                | Yves Marchand       | UDF (PR)       | 14 711       | 23,4         | 28 914      | 45,22       |  |
|                | Yves Pietrasanta    | MRG            | 14 348       | 22,82        | Retrait     | Retrait     |  |
|                | Henri Escarguel     | RPR            | 8 389        | 13,34        |             |             |  |
|                | Edmond Michel       | PSD            | 1 251        | 1,99         |             |             |  |
|                | Paul Alliès         | LCR            | 1 147        | 1,82         |             |             |  |
|                | Gérard Bastide      | Divers (GO)    | 640          | 1,02         |             |             |  |
|                | Antoine Jimenez     | LO             | 616          | 0,98         |             |             |  |
|                | Henri Giffone       | CNIP           | 573          | 0,91         |             |             |  |
|                |                     |                |              |              |             |             |  |
| Inscrits       | Inscrits            | Inscrits       | 76 979       | 100,00       | 76 934      | 100,00      |  |
| Abstentions    | Abstentions         | Abstentions    | 12 642       | 16,42        | 10 608      | 13,79       |  |
| Votants        | Votants             | Votants        | 64 337       | 83,58        | 66 326      | 86,21       |  |
| Blancs et nuls | Blancs et nuls      | Blancs et nuls | 1 473        | 2,29         | 2 391       | 3,6         |  |
| Exprimés       | Exprimés            | Exprimés       | 62 864       | 97,71        | 63 935      | 96,4        |  |

#### Quatrième circonscription (Béziers-Nord - Bédarieux)
| Candidat       | Candidat                     | Parti          | Premier tour | Premier tour | Second tour | Second tour |  |
| Candidat       | Candidat                     | Parti          | Voix         | %            | Voix        | %           |  |
| -------------- | ---------------------------- | -------------- | ------------ | ------------ | ----------- | ----------- |  |
|                | Paul Balmigère sortant réélu | PCF            | 21 845       | 34,14        | 34 791      | 52,83       |  |
|                | Marcel Roques                | UDF (CDS)      | 13 608       | 21,27        | 31 067      | 47,17       |  |
|                | Max Véga-Ritter              | PS             | 12 472       | 19,49        | Retrait     | Retrait     |  |
|                | Pierre Leroy-Beaulieu        | RPR            | 11 104       | 17,36        | Retrait     | Retrait     |  |
|                | André Burgos                 | diss. UDF      | 3 633        | 5,68         |             |             |  |
|                | Françoise Clément            | LO             | 1 317        | 2,06         |             |             |  |
|                |                              |                |              |              |             |             |  |
| Inscrits       | Inscrits                     | Inscrits       | 79 343       | 100,00       | 79 336      | 100,00      |  |
| Abstentions    | Abstentions                  | Abstentions    | 14 009       | 17,66        | 11 429      | 14,41       |  |
| Votants        | Votants                      | Votants        | 65 334       | 82,34        | 67 907      | 85,59       |  |
| Blancs et nuls | Blancs et nuls               | Blancs et nuls | 1 355        | 2,07         | 2 049       | 3,02        |  |
| Exprimés       | Exprimés                     | Exprimés       | 63 979       | 97,93        | 65 858      | 96,98       |  |

#### Cinquième circonscription (Béziers-Sud - Saint-Pons)
| Candidat       | Candidat                  | Parti          | Premier tour | Premier tour | Second tour | Second tour |  |
| Candidat       | Candidat                  | Parti          | Voix         | %            | Voix        | %           |  |
| -------------- | ------------------------- | -------------- | ------------ | ------------ | ----------- | ----------- |  |
|                | Raoul Bayou sortant réélu | PS             | 17 252       | 37,74        | 30 073      | 64,05       |  |
|                | Jean Farret               | UDF (PR)       | 14 246       | 31,16        | 16 881      | 35,95       |  |
|                | Abdon Auberthié           | PCF            | 12 937       | 28,3         | Retrait     | Retrait     |  |
|                | Christine Morlans         | LO             | 1 282        | 2,8          |             |             |  |
|                |                           |                |              |              |             |             |  |
| Inscrits       | Inscrits                  | Inscrits       | 57 727       | 100,00       | 57 777      | 100,00      |  |
| Abstentions    | Abstentions               | Abstentions    | 10 786       | 18,68        | 9 853       | 17,05       |  |
| Votants        | Votants                   | Votants        | 46 941       | 81,32        | 47 924      | 82,95       |  |
| Blancs et nuls | Blancs et nuls            | Blancs et nuls | 1 224        | 2,61         | 970         | 2,02        |  |
| Exprimés       | Exprimés                  | Exprimés       | 45 717       | 97,39        | 46 954      | 97,98       |  |